# Thái Nguyễn
Thái Nguyễn (sinh 1980) là một nhà thiết kế thời trang người Mỹ gốc Việt và người nổi tiếng trên truyền hình. Anh được biết đến với vai trò là chuyên gia thời trang trên loạt truyền hình Say I Do trên Netflix.

## Tiểu sử
Thái sinh ở Mỹ Tho, Tiền Giang, Việt Nam. Anh học thêu từ năm 9 tuổi tại trường thêu tư nhân của bố mẹ. Ngoài loạt truyền hình 2020 Say I Do trên Netflix, Thái còn tham gia vào loạt Launch My Line trên kênh Bravo và RuPaul's Drag Race. Thái là người đồng tính công khai và có một người đính hôn.